# 核内受容体

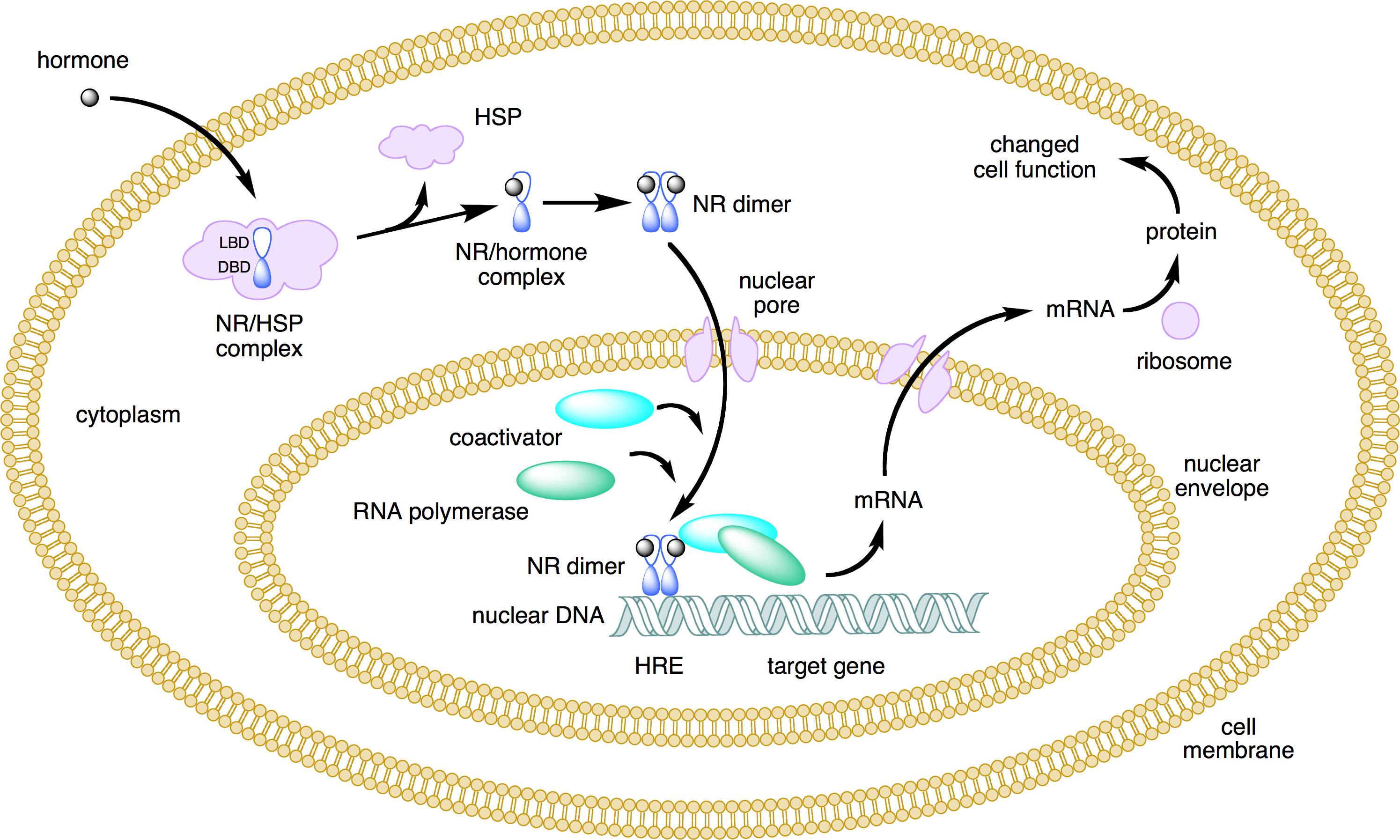
核内受容体の作用メカニズム

核内受容体（かくないじゅようたい、nuclear receptor）とは細胞内タンパク質の一種であり、ホルモンなどが結合することで細胞核内でのDNA転写を調節する受容体である。発生、恒常性、代謝など、生命維持の根幹に係わる遺伝子転写に関与している。ヒトでは48種類存在すると考えられている。
核内受容体はリガンドが結合すると、核内に移行しDNAに直接結合して転写を制御する。すなわち転写因子の一種である。

## リガンド

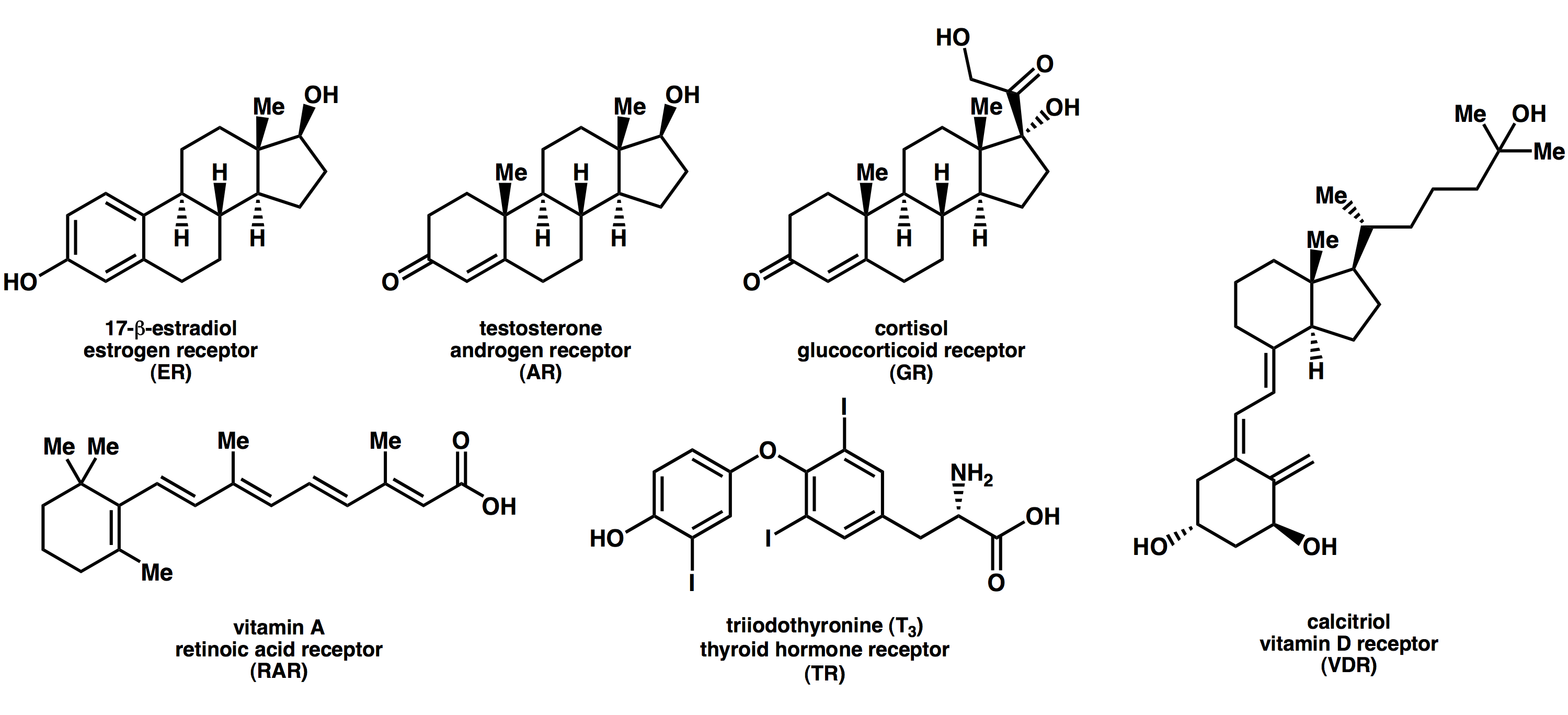
核内受容体に結合する生体内分子の例

ビタミンAやビタミンDなどの脂溶性ビタミンや甲状腺ホルモン、ステロイドホルモンなどが核内受容体に結合し、活性化させる。核内受容体はきわめて多くの遺伝子転写を調節しているため、このようなリガンドは生体に強い作用をもたらす。疾患に関与する遺伝子も多く、アメリカ食品医薬品局が認可している医薬品の13%は核内受容体をターゲットとしたものである。
核内受容体の中には内在性リガンドが明らかとなっていない（少なくとも、広く認められていない）ものも多く、そのような受容体をオーファン（孤児）受容体と呼ぶ。そのうちFXRやLXR、PPARなどは、（比較的弱いながら）脂肪酸や胆汁酸、コレステロール代謝物など代謝に関連する化合物をリガンドとすることが近年の研究で明らかにされており、脂質センサーとして機能していると考えられている。またCARやPXRは異物センサーとして機能し、異物を代謝するシトクロムP450を誘導することが見出されている。これら近年に機能が見出された受容体は、Adopted Orphan Receptorとして新たに分類されている。

## 構造

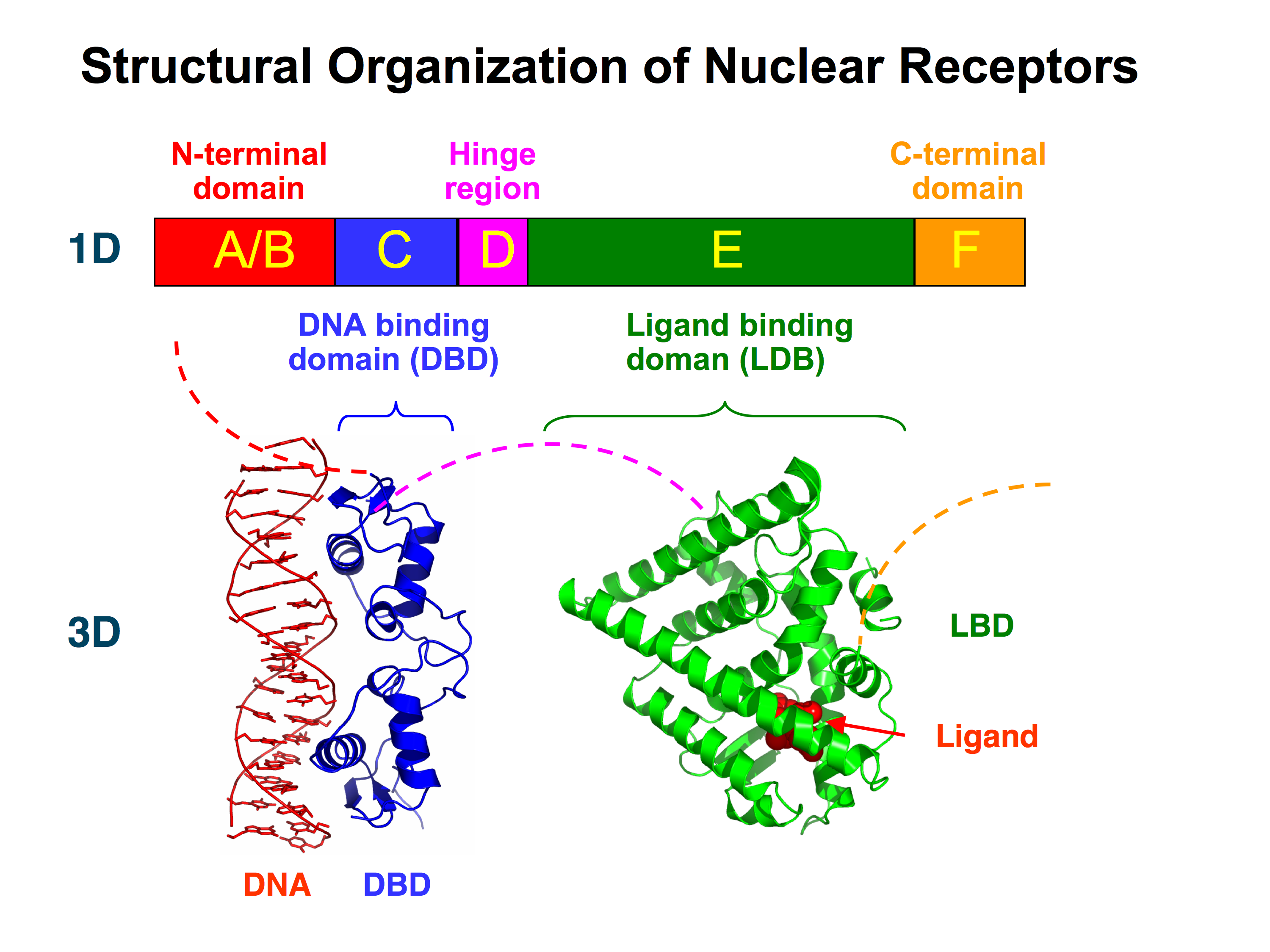
核内受容体の構造　上：一次構造の模式図　下：エストロゲン受容体におけるDBDとLBDの三次元構造

- A/B領域：N末端側に位置し、リガンド非依存的な転写活性化能を有するAF-1領域を含む[2]。
- C領域：DNA結合ドメイン (DBD)。2か所のジンクフィンガーが、DNAのホルモン応答領域(HRE)と呼ばれる部分に結合する。
- D領域：ヒンジ領域。DBDとLBDを柔軟に結合している。
- E/F領域：リガンド結合ドメイン(LBD)。αヘリックスが多く存在し、リガンド依存的に転写活性可能を有するAF-2領域を含む。リガンドの結合によってコンフォメーションが変動し、受容体の二量体化やコアクチベーター・コリプレッサーとの結合に寄与する。

## 核内受容体スーパーファミリーに属する受容体
核内受容体同士は上記のように遺伝子配列に高い共通性があり、遺伝子スーパーファミリーを形成している。以下に、ヒトに存在する48種の核内受容体を相同性に基づく分類により以下のように列記する。
サブファミリー：サブファミリー名
グループ名（ある場合は、共通する内因性リガンド）
受容体名（略号、NRNC表記、遺伝子）（内因性リガンド）

### サブファミリー1：甲状腺ホルモン受容体型
- グループA：甲状腺ホルモン受容体 (甲状腺ホルモン)
  - 甲状腺ホルモン受容体α　(TRα, NR1A1, THRA)
  - 甲状腺ホルモン受容体β　(TRβ, NR1A2, THRB)

- グループB：レチノイン酸受容体　（ビタミンAなどのレチノイド）
  - レチノイン酸受容体α　(RARα, NR1B1, RARA)
  - レチノイン酸受容体β　(RARβ, NR1B2, RARB)
  - レチノイン酸受容体γ　(RARγ, NR1B3, RARG)

- グループC：ペルオキシソーム増殖剤応答性受容体　（脂肪酸、プロスタグランジン）
  - ペルオキシソーム増殖剤応答性受容体α　(PPARα, NR1C1, PPARA)
  - ペルオキシソーム増殖剤応答性受容体δ　(PPARδ, NR1C2, PPARD)
  - ペルオキシソーム増殖剤応答性受容体γ　(PPARγ, NR1C3, PPARG)

- グループD:Rev-ErbA （ヘム）
  - Rev-ErbAα　(Rev-ErbAα, NR1D1)
  - Rev-ErbAβ　(Rev-ErbAβ, NR1D2)

- グループF：RAR-related orphan receptor　（コレステロール、ATRA）
  - RAR-related orphan receptorα　(RORα, NR1F1, RORA)
  - RAR-related orphan receptorβ　(RORβ, NR1F2, RORB)
  - RAR-related orphan receptorγ　(RORγ, NR1F3, RORC)

- グループH：肝X受容体型　（オキシステロール）
  - 肝X受容体α　(LXRα, NR1H3, NR1H3)
  - 肝X受容体β　(LXRβ, NR1H2, NR1H2)
  - ファルネソイドX受容体　(FXR, NR1H4, NR1H4)

- グループI：ビタミンD受容体型　
  - ビタミンD受容体　(VDR, NR1I1, VDR)　（活性型ビタミンD3）
  - プレグナンX受容体　(PXR, NR1I2)　（生体異物）
  - 構成的アンドロスタン受容体　(CAR, NR1I3)　（アンドロスタン）

### サブファミリー2：レチノイドX受容体型
- グループA：肝細胞核因子4 (脂肪酸）
  - 肝細胞核因子4-α　(HNF4α, NR2A1, HNF4A)
  - 肝細胞核因子4-γ　(HNF4γ, NR2A2, HNF4G)

- グループB：レチノイドX受容体　（レチノイド）
  - レチノイドX受容体α　(RXRα, NR2B1, RXRA)
  - レチノイドX受容体β　(RXRβ, NR2B2, RXRB)
  - レチノイドX受容体γ　(RXRγ, NR2B3, RXRG)

- グループC：Testicular receptor　
  - Testicular receptor 2　(TR2, NR2C1)
  - Testicular receptor 4　(TR4, NR2C2)

- グループE: TLX/PNR
  - Human homologue of the Drosophila tailless gene (TLX, NR2E1)
  - Photoreceptor cell-specific nuclear receptor (PNR, NR2E3)

- グループF：COUP/EAR
  - トリ卵白アルブミン上流プロモータ転写因子 I　(COUP-TF1, NR2F1)
  - トリ卵白アルブミン上流プロモータ転写因子 II　(COUP-TF2, NR2F2)
  - V-erbA-related gene　(EAR-2, NR2F6)

### サブファミリー3：エストロゲン受容体型
- グループA：エストロゲン受容体 (エストロゲン）
  - エストロゲン受容体α　(ERα, NR3A1, ESR1)
  - エストロゲン受容体β　(ERβ, NR3A2, ESR2)

- グループB：Estrogen related receptor　
  - Estrogen-related receptor-α　(ERRα, NR3B1, ESRRA)
  - Estrogen-related receptor-β　(ERRβ, NR3B2, ESRRB)
  - Estrogen-related receptor-γ　(ERRγ, NR3B3, ESRRG)

- グループC：3-ケトステロイド受容体群
  - 糖質コルチコイド受容体　(GR, NR3C1)（コルチゾール）
  - 鉱質コルチコイド受容体　(MR, NR3C2)（アルドステロン）
  - プロゲステロン受容体　(PR, NR3C3, PGR)（プロゲステロン）
  - アンドロゲン受容体　(AR, NR3C4, AR)（テストステロン）

### サブファミリー4：神経成長因子IB 型
- グループA：NGFIB/NURR1/NOR1
  - 神経成長因子IB　(NGFIB, NR4A1)
  - Nuclear receptor related 1　(NURR1, NR4A2)
  - Neuron-derived orphan receptor 1　(NOR1, NR4A3)

### サブファミリー5：ステロイド産生因子型
- グループA：SF1/LRH1
  - ステロイド産生因子1　(SF1, NR5A1)（リン脂質）
  - Liver receptor homolog 1　(LRH-1, NR5A2)

### サブファミリー6：GCNF型
- グループA：GCNF
  - Germ Cell Nuclear Factor　(GCNF, NR6A1)

### サブファミリー0：その他
- グループB：DAX/SHP
  - Dosage-sensitive sex reversal, adrenal hypoplasia critical region, on chromosome X, gene 1　(DAX1, NR0B1)
  - Small heterodimer partner (SHP, NR0B2)

## 歴史
- 1905年　アーネスト・スターリングがホルモンという言葉を考案
- 1926年　エドワード・カルビン・ケンダルとタデウシュ・ライヒスタインがコルチゾンとチロキシンを単離、構造決定
- 1929年　アドルフ・ブーテナントとエドワード・アダルバート・ドイジーがそれぞれ独立してエストロンを発見、構造決定
- 1961年　エルウッド・ジェンセンがエストロゲン受容体を単離
- 1980年代　ピエール・シャンボン、ロナルド・エヴァンス、Björn Vennströmによってエストロゲン受容体、グルココルチコイド受容体、甲状腺ホルモン受容体がクローニングされる